# Atletiek op de Olympische Zomerspelen 2024 – 110 meter horden mannen
De 110 meter horden voor mannen op de Olympische Zomerspelen 2024 vond plaats van 4 tot en met 8 augustus in het Stade de France in Parijs. Hansle Parchment uit Jamaica was de Olympisch kampioen van 2020, hij werd in 2024 opgevolgd door Grant Holloway uit de Verenigde Staten, zijn landgenoot Daniel Roberts behaalde de zilveren medaille en het brons was voorRasheed Broadbell uit Jamaica. 

## Records
Voorafgaand aan het toernooi waren dit het wereldrecord en het olympisch record.
| Wereldrecord     | Verenigde Staten Aries Merritt | 12,80 | Brussel | 7 september 2012 |
| Olympisch record | China Liu Xiang                | 12,91 | Athene  | 27 augustus 2004 |

## Resultaten

### Series
De eerste vier van elke serie kwalificeerden zich direct voor de halve finales. Van de overgebleven atleten kwalificeerden de vier tijdsnelsten zich ook voor de halve finales.

#### Serie 1
| Rang | Baan | Naam              | Naam | Tijd  | Bijz. |
| ---- | ---- | ----------------- | ---- | ----- | ----- |
| 1    | 8    | Rachid Muratake   | JPN  | 13.22 | Q     |
| 2    | 9    | Enrique Llopis    | ESP  | 13.28 | Q     |
| 3    | 4    | Eduardo Rodrigues | BRA  | 13.37 | Q     |
| 4    | 6    | Manuel Mordi      | GER  | 13.48 |       |
| 5    | 7    | Raphaël Mohamed   | FRA  | 13.61 |       |
| 6    | 3    | John Cabang       | PHI  | 13.66 |       |
| 7    | 5    | Jakub Szymański   | POL  | 13.75 |       |
| 8    | 2    | Martín Sáenz      | CHI  | 13.83 |       |

#### Serie 2
| Rang | Baan | Naam                 | Naam | Tijd  | Bijz. |
| ---- | ---- | -------------------- | ---- | ----- | ----- |
| 1    | 9    | Louis Francois Mendy | SEN  | 13.31 | Q, SB |
| 2    | 7    | Orlando Bennett      | JAM  | 13.35 | Q     |
| 3    | 6    | Michael Obasuyi      | BEL  | 13.41 | Q     |
| 4    | 5    | Asier Martínez       | ESP  | 13.47 |       |
| 5    | 8    | Amine Bouanani       | ALG  | 13.58 |       |
| 6    | 2    | Enzo Diessl          | AUT  | 13.63 |       |
| 7    | 4    | David Yefremov       | KAZ  | 13.88 |       |
| 8    | 3    | Freddie Crittenden   | USA  | 18.27 |       |

#### Serie 3
| Rang | Baan | Naam             | Naam | Tijd         | Bijz. |
| ---- | ---- | ---------------- | ---- | ------------ | ----- |
| 1    | 7    | Xu Zhuoyi        | CHN  | 13.40        | Q     |
| 2    | 6    | Antoine Andrews  | BAH  | 13.43 (.421) | Q     |
| 3    | 3    | Daniel Roberts   | USA  | 13.43 (.423) | Q     |
| 4    | 2    | Milan Trajkovic  | CYP  | 13.43 (.425) | q     |
| 5    | 8    | Hansle Parchment | JAM  | 13.43 (.430) | q     |
| 6    | 4    | Rafael Pereira   | BRA  | 13.47        | SB    |
| 7    | 5    | Craig Thorne     | CAN  | 13.60        |       |
| 8    | 9    | Krzysztof Kiljan | POL  | 13.67        |       |

#### Serie 4
| Rang | Baan | Naam              | Naam | Tijd         | Bijz. |
| ---- | ---- | ----------------- | ---- | ------------ | ----- |
| 1    | 6    | Jason Joseph      | SUI  | 13.26        | Q     |
| 2    | 7    | Lorenzo Simonelli | ITA  | 13.27 (.263) | Q     |
| 3    | 9    | Shunsuke Izumiya  | JPN  | 13.27 (.270) | Q     |
| 4    | 5    | Tade Ojora        | GBR  | 13.35        | q, SB |
| 5    | 8    | Wilhem Belocian   | FRA  | 13.48        | SB    |
| 6    | 2    | Liu Junxi         | CHN  | 13.54        |       |
| 7    | 3    | Ellie Bacari      | BEL  | 13.66        |       |
| 8    | 4    | Damian Czykier    | POL  | 13.99        |       |

#### Serie 5
| Rang | Baan | Naam              | Naam | Tijd  | Bijz. |
| ---- | ---- | ----------------- | ---- | ----- | ----- |
| 1    | 6    | Grant Holloway    | USA  | 13.01 | Q     |
| 2    | 8    | Rasheed Broadbell | JAM  | 13.42 | Q     |
| 3    | 9    | Sasha Zhoya       | FRA  | 13.43 | Q     |
| 4    | 5    | Shunya Takayama   | JPN  | 13.46 |       |
| 5    | 2    | Tayleb Willis     | AUS  | 13.63 |       |
| 6    | 3    | Weibo Qin         | CHN  | 13.64 |       |
| 7    | 4    | Elmo Lakka        | FIN  | 13.84 |       |
|      | 7    | Yaqoub Alyouha    | KUW  | DNF   |       |

### Herkansingsronde

#### Herkansingsserie 1
| Rang | Baan | Naam               | Naam | Tijd  | Bijz. |
| ---- | ---- | ------------------ | ---- | ----- | ----- |
| 1    | 2    | Freddie Crittenden | USA  | 13.42 | Q     |
| 2    | 5    | Asier Martínez     | ESP  | 13.46 | Q     |
| 3    | 8    | Liu Junxi          | CHN  | 13.52 |       |
| 4    | 7    | Enzo Diessl        | AUT  | 13.56 |       |
| 5    | 4    | Craig Thorne       | CAN  | 13.62 |       |
| 6    | 6    | Krzysztof Kiljan   | POL  | 13.73 |       |
| 7    | 3    | Elmo Lakka         | FIN  | 13.75 |       |

#### Herkansingsserie 2
| Rang | Baan | Naam            | Naam | Tijd         | Bijz.  |
| ---- | ---- | --------------- | ---- | ------------ | ------ |
| 1    | 3    | Rafael Pereira  | BRA  | 13.54 (.536) | Q      |
| 2    | 7    | Raphaël Mohamed | FRA  | 13.54 (.538) | Q      |
| 3    | 6    | Amine Bouanani  | ALG  | 13.54 (.539) |        |
| 4    | 5    | Manuel Mordi    | GER  | 13.55        |        |
| 5    | 4    | Damian Czykier  | POL  | 13.71        |        |
|      | 2    | David Yefremov  | KAZ  | DSQ          | TR16.8 |
|      | 8    | John Cabang     | PHI  | DNS          |        |

#### Herkansingsserie 3
| Rang | Baan | Naam            | Naam | Tijd         | Bijz. |
| ---- | ---- | --------------- | ---- | ------------ | ----- |
| 1    | 3    | Weibo Qin       | CHN  | 13.44        | Q     |
| 2    | 2    | Wilhem Belocian | FRA  | 13.45 (.445) | Q, SB |
| 3    | 7    | Shunya Takayama | JPN  | 13.45 (.450) |       |
| 4    | 5    | Jakub Szymański | POL  | 13.63        |       |
| 5    | 6    | Tayleb Willis   | AUS  | 13.67        |       |
| 6    | 8    | Martín Sáenz    | CHI  | 13.95        |       |
| 7    | 4    | Elie Bacari     | BEL  | 14.13        |       |

### Halve finales
De twee snelsten van elke halve finale kwalificeerden zich direct voor de finale. Van de overgebleven atleten kwalificeerden de twee tijdsnelsten zich ook voor de finale.

#### Halve finale 1
| Rang | Baan | Naam             | Naam | Tijd  | Bijz. |
| ---- | ---- | ---------------- | ---- | ----- | ----- |
| 1    | 6    | Grant Holloway   | USA  | 12.98 | Q     |
| 2    | 5    | Enrique Llopis   | ESP  | 13.17 | Q     |
| 3    | 3    | Hansle Parchment | JAM  | 13.19 | q, SB |
| 4    | 4    | Rachid Muratake  | JPN  | 13.26 | q     |
| 5    | 8    | Michael Obasuyi  | BEL  | 13.36 |       |
| 6    | 2    | Qin Weibo        | CHN  | 13.41 |       |
| 7    | 9    | Raphaël Mohamed  | FRA  | 13.41 |       |

#### Halve finale 2
| Rang | Baan | Naam                    | Naam | Tijd         | Bijz. |
| ---- | ---- | ----------------------- | ---- | ------------ | ----- |
| 1    | 6    | Rasheed Broadbell       | JAM  | 13.21        | Q     |
| 2    | 2    | Freddie Crittenden      | USA  | 13.23        | Q     |
| 3    | 4    | Louis François Mendy    | SEN  | 13.34 (.334) |       |
| 4    | 8    | Sasha Zhoya             | FRA  | 13.34 (.334) |       |
| 5    | 7    | Lorenzo Ndele Simonelli | ITA  | 13.40        |       |
| 6    | 5    | Jason Joseph            | SUI  | 13.44        |       |
| 7    | 3    | Tade Ojora              | GBR  | 13.47        |       |
| 8    | 9    | Rafael Pereira          | BRA  | 13.87        |       |

#### Halve finale 3
| Rang | Baan | Naam             | Naam | Tijd         | Bijz. |
| ---- | ---- | ---------------- | ---- | ------------ | ----- |
| 1    | 7    | Orlando Bennett  | JAM  | 13.09        | Q, PB |
| 2    | 3    | Daniel Roberts   | USA  | 13.10        | Q     |
| 3    | 5    | Shunsuke Izumiya | JPN  | 13.32 (.316) |       |
| 3    | 3    | Milan Trajkovic  | CYP  | 13.32 (.316) | SB    |
| 5    | 2    | Asier Martínez   | ESP  | 13.35        |       |
| 6    | 6    | Eduardo de Deus  | BRA  | 13.43        |       |
| 7    | 4    | Xu Zhuoyi        | CHN  | 13.48        |       |
| 8    | 9    | Wilhem Belocian  | FRA  | 13.52        |       |

### Finale
| Rang   | Baan | Naam               | Naam | Tijd         | Bijz. |
| ------ | ---- | ------------------ | ---- | ------------ | ----- |
| Goud   | 6    | Grant Holloway     | USA  | 12.99        |       |
| Zilver | 4    | Daniel Roberts     | USA  | 13.09 (.085) |       |
| Brons  | 5    | Rasheed Broadbell  | JAM  | 13.09 (.088) | SB    |
| 4      | 3    | Enrique Llopis     | ESP  | 13.20        |       |
| 5      | 9    | Rachid Muratake    | JPN  | 13.21        |       |
| 6      | 8    | Freddie Crittenden | USA  | 13.32        |       |
| 7      | 7    | Orlando Bennett    | JAM  | 13.34        |       |
| 8      | 2    | Hansle Parchment   | JAM  | 13.39        |       |

1896: Tom Curtis ·
1900: Alvin Kraenzlein ·
1904: Frederick Schule ·
1908: Forrest Smithson ·
1912: Fred Kelly ·
1920: Earl Thomson ·
1924: Daniel Kinsey ·
1928: Sydney Atkinson ·
1932: George Saling ·
1936: Forrest Towns ·
1948: William Porter ·
1952: Harrison Dillard ·
1956: Lee Calhoun ·
1960: Lee Calhoun ·
1964: Hayes Jones ·
1968: Willie Davenport ·
1972: Rod Milburn ·
1976: Guy Drut ·
1980: Thomas Munkelt ·
1984: Roger Kingdom ·
1988: Roger Kingdom ·
1992: Mark McKoy ·
1996: Allen Johnson ·
2000: Anier García ·
2004: Liu Xiang ·
2008: Dayron Robles ·
2012: Aries Merritt ·
2016: Omar McLeod ·
2020: Hansle Parchment ·
2024: Grant Holloway